# Bhairavsthan
Bhairavsthan (en népalais : भैरवस्थान) est un comité de développement villageois du Népal situé dans le district d'Achham. Au recensement de 2011, il comptait 4 382 habitants.